# Ешпай Андрій Якович
Андрі́й Я́кович Ешпа́й (15 травня 1925, Козьмодем'янськ, Марійська АРСР, РРФСР, СРСР — 8 листопада 2015, Москва, Росія) — радянський і російський композитор, піаніст, педагог, громадський діяч. Народний артист РРФСР (1975). Народний артист СРСР (1981). Лауреат Державної премії СРСР (1976), Ленінської премії (1986), кавалер медалей та орденів.

## Біографічні відомості
Початкову освіту здобув у Москві.
В 1943 р. поступив у Чкаловське (Оренбурзьке) кулеметне училище.
У 1944—1945 роках воював на фронті, був нагороджений медалями. 9 травня 1945 р. зустрів у Берліні.
Після війни вчився в музичному училищі, закінчив Московську консерваторію як композитор (учився в М. Я. Мясковського і Є. К. Голубєва) і піаніст (клас В. В. Софроницького); композиторську аспірантуру завершив 1956 року у класі Арама Хачатуряна. Надалі жив у Москві, з 1960 року займав відповідальні пости в Союзі композиторів РРФСР і СРСР. Нерідко виступав з виконаннями власних творів, переважно як піаніст.

### Родина
- Батько: Ешпай Яків Андрійович (1890—1963) — композитор, музикознавець-фольклорист, хормейстер і педагог.
- Син: Ешпай Андрій Андрійович (нар. 1956) — кінорежисер, сценарист і кінопродюсер. Заслужений діяч мистецтв РФ (2005).

## Творчість
У творчості Ешпая переважають курпні симфонічні жанри — він автор 7 симфоній та 16 інструментальних концертів. Крім того, він автор двох балетів («Ангара», 1975 і «Коло», 1980) та камерних творів. Він також автор музики до численних театральних постановок і кінофільмів (близько 60), серед яких — «Приходьте завтра...», «Виправленому вірити», а також багатьох пісень ((рос.) «А снег идёт», «Два берега», «Зашумит ли клеверное поле», «Москвичи», «Отчего, почему», «Песня о криницах», «Что знает о любви любовь», «Я сказал тебе не все слова» та ін.).
У його творах переважає розширена тональна техніка, часто з елементами пентатоніки. Прихильність до властивого концертному жанру ідеї «гри» і тип мелодійного дарування іноді виводять музику Ешпая в сферу «третього шляху», компромісного між «академічними» й «легкими» жанрами.

### Фільмографія
Автор музики до фільмів:
- «Нічний патруль» (1957),
- «Сторінки минулого» (1957),
- «Виправленому вірити» (1959),
- «Час літніх відпусток» (1960),
- «Кар'єра Діми Горіна» (1961),
- «Їм підкоряється небо» (1963),
- «Яке воно, море?» (1964),
- «Криниці» (1964),
- «Бабине царство» (1967),
- «Майор Вихор» (1967),
- «Ад'ютант його високоповажності» (1969),
- «Директор» (1969),
- «Кремлівські куранти» (1970),
- «Сьоме небо» (1971),
- «Тінь» (1971),
- «Рудін» (1971),
- «Малюк і Карлсон, який живе на даху» (1971),
- «Сибірячка» (1972),
- «Діти Ванюшина» (1973),
- «Парашути на деревах» (1973),
- «Призначення» (1973),
- «Повернення немає» (1973),
- «Зірка екрану» (1974),
- «Сім'я Іванових» (1975),
- «Солодка жінка» (1976),
- «Злочин» (1976),
- «Омелян Пугачов» (1978),
- «Однокашники» (1978),
- «Трактир на П'ятницькій» (1978),
- «Наше покликання» (1981),
- «Передмова до битви» (1982),
- «Формула світла» (1982),
- «Додому!» (1982),
- «Давай одружимося» (1982),
- «Іспит на безсмертя» (1983),
- «Я — вожатий форпосту» (1986),
- «Садівник» (1987),
- «Серце не камінь» (1989),
- «Я вільний, я нічий» (1994),
- «Іван Грозний» (2009, телесеріал),
- «Купрін» (2014, телесеріал) та ін.,

до українських стрічок:
- «Повість про перше кохання» (1957),
- «Сторінки минулого» (1957),
- «Два Федори» (1958),
- «Спрага» (1959),
- «Виправленому вірити» (1959),
- «Сильніший за ураган» (1960),
- «Водив поїзди машиніст» (1961),
- «Приходьте завтра...» (1963),
- «Перший тролейбус» (1963),
- «Лушка» (1964),
- «Довгий шлях у лабіринті» (1981, т/ф, 3 а),
- «Звіздар» (1986, т/ф, 3 с).

## Нагороди та звання
- Заслужений діяч мистецтв Марійської АРСР (1960)
- Заслужений діяч мистецтв Якутської АРСР (1964)
- Заслужений діяч мистецтв РРФСР (1969)
- Заслужений діяч мистецтв Мордовської АРСР (1973)
- Народний артист РРФСР (1975)
- Народний артист СРСР (1981) — за великі заслуги в розвитку радянського музичного мистецтва
- Заслужений діяч мистецтв Чуваської АРСР (1982)
- Народний артист Марійської АРСР (1983) та ін.